# Adam Oliver
Adam Oliver (Condado de Queens, Nuevo Brunswick, 11 de diciembre de 1823-Ingersoll, 9 de octubre de 1882) fue un empresario y político de Ontario. Representó al partido liberal de Ontario en la Asamblea legislativa de Ontario por el distrito Oxford South entre 1867 y 1876.
Nació en el Condado de Queens, Nuevo Brunswick en 1823, se trasladó a London en el Alto Canadá en 1836, donde trabajó de carpintero. Se trasladó a Ingersoll estableciendo una empresa de construcción y posteriormente un aserradero. Sirvió en el consejo de la ciudad entre 1859 y 1862. Fue capitán de la milicia local y magistrado. En 1867 fue elegido para representar Oxford South en la legislatura de Ontario entre 1867 y 1871.
Después del incendio que destruyó su aserradero situado en Orillia en 1871, construyó una fábrica de tablones y cepillados en Thunder Bay, cerca de Fort William asociado con un empresario de Toronto y dos abogados de Ingersoll. Tras la elección de Fort William como la estación principal de la Canadian Pacific Railway, su compañía se benefició de ventas de tierras al gobierno y de los contratos. Los residentes de los alrededore de Port Arthur de Arturo protestaron que este sitio había sido elegido como resultado de las conexiones políticas de Oliver ya que su partido, el partido liberal de Ontario, gobernaba en ese momento la región. El senado controlado por el partido Conservador inició una investigación que encontró que había fundamento a estas alegaciones. Oliver había ya dimitido en 1874 porque su compañía había vendido madera al gobierno provincial, hecho que no se permitía a los miembros del parlamento pues tenían prohibido efectuar negocios con el gobierno. Lo reeligieron en una elección celebrada más adelante en ese mismo año. Lo eligieron otra vez en 1875 pero dimitió del puesto después de que se encontraran evidencias de soborno. 